# 钩嘴林鵙
钩嘴林鵙（学名：Tephrodornis gularis）为盔鵙科钩嘴林鵙属的鸟类，俗名森林伯劳。分布于中国大陆東南部，印度，尼泊尔，锡金，不丹至中南半岛，南抵印度尼西亚。主要栖息于海拔约1500米以下的平原和山地的次生阔叶林和针阔混交林，也见于雨林和季雨林缘，少见于荫暗茂密的林间。该物种的模式产地在印度尼西亚苏门答腊西部Bencoolen。

## 亚种
- 钩嘴林鵙海南亚种（学名：Tephrodornis gularis hainanus）。分布于老挝、越南以及中国大陆的海南等地。该物种的模式产地在海南岛。[3]
- 钩嘴林鵙华南亚种（学名：Tephrodornis gularis latouchei）。分布于越南以及中国大陆的云南、贵州、广西、广东、福建等地。该物种的模式产地在福建。[4]